# МРТ Собраниски канал
МРТ Собраниски канал (на български: Парламентарен канал на МРТ) е третият телевизионен канал на Македонската радио-телевизия. Той излъчва на живо от Народното събрание на Северна Македония.

## История
Каналът е основан под името Канал 3 на 7 януари 1991 г., като излъчва пет дни в седмицата, по четири часа дневно. За първи път в историята на македонската телевизия се появява директната телефонна връзка със зрители. По-късно Трети канал започва да излъчва и чрез сателит живите предавания от сградата на Парламента на Северна Македония. Първоначално каналът предава само в Скопие, а по-късно се инсталират предаватели в още десет големи македонски града. По-късно се предпримат стъпки за подобряване на предавателите, за да могат каналът да се излъчва на още повече места. Известно време каналът се нарича Трета програма на македонската радио-телевизия.
В днешно време каналът е официално наречен МРТ Собраниски канал (на български: Парламентарен канал на МРТ) и излъчва на живо от заседанията на македонския парламент.